# Диде, Франсуа

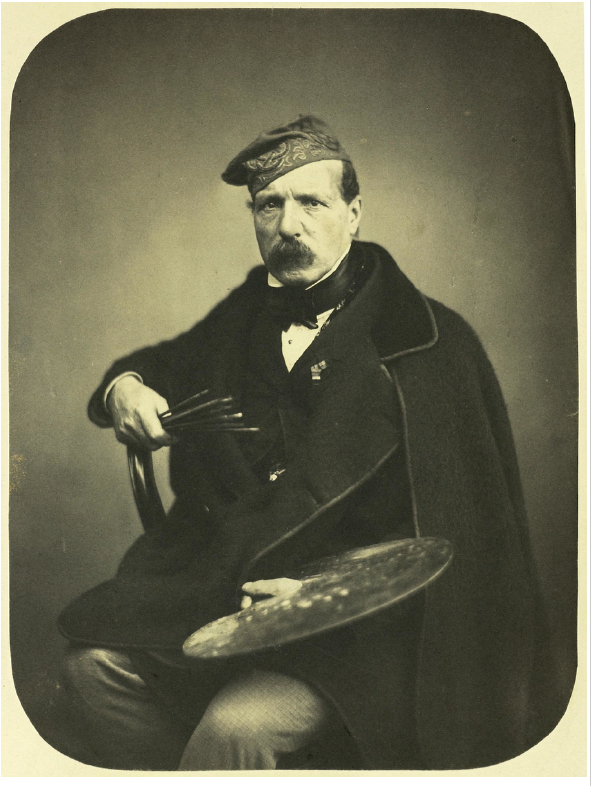
Франсуа Диде. Фотография 1859 г. Из собрания Женевской библиотеки

Франсуа Диде (фр. François Diday; 10 февраля 1802, Женева — 28 ноября 1877, Женева) — швейцарский живописец-пейзажист.

## Биография
Франсуа родился в семье Луи Диде и Марианны Дюкоммен. Родом из кантона де Во, он получил художественное образование в Обществе искусств (Société des Arts). В 1821 году приехал в Париж, занимался рисунком и живописью, пользуясь советами разных художников. В 1823 году работал в мастерской Антуана Гро. Его пребывание в Италии в 1824 году повлияло на темы его произведений, но он также писал горные пейзажи Бернского Оберланда, Савойи и Женевского озера.
Около 1830 года Франсуа Диде открыл свою мастерскую и обучал молодых художников. Имел много учеников, среди которых были такие классики швейцарской живописи, как Александр Калам, Роберт Цюнд и Шарль Жиро.
Он стал главой школы альпийской живописи в Женеве, где прожил и проработал всю оставшуюся жизнь. Писал преимущественно пейзажи, отображая швейцарские горные и озёрные ландшафты. Французские художники критиковали школу Диде за то, что она ограничена горными пейзажами.
Франсуа Диде получал награды, в частности, золотую медаль в Париже (1841) и Орден Почётного легиона в 1842 году за картину «Бренцское озеро, или Купальщицы», бронзовую медаль на Всемирной выставке 1873 года в Вене.
В 1854 году Диде был избран в муниципальный совет города Женевы. Он завещал часть своего имущества городу Женеве через Фонд Диде и Общество искусств. Художник похоронен на Кладбище Руа в Женеве.

## Галерея

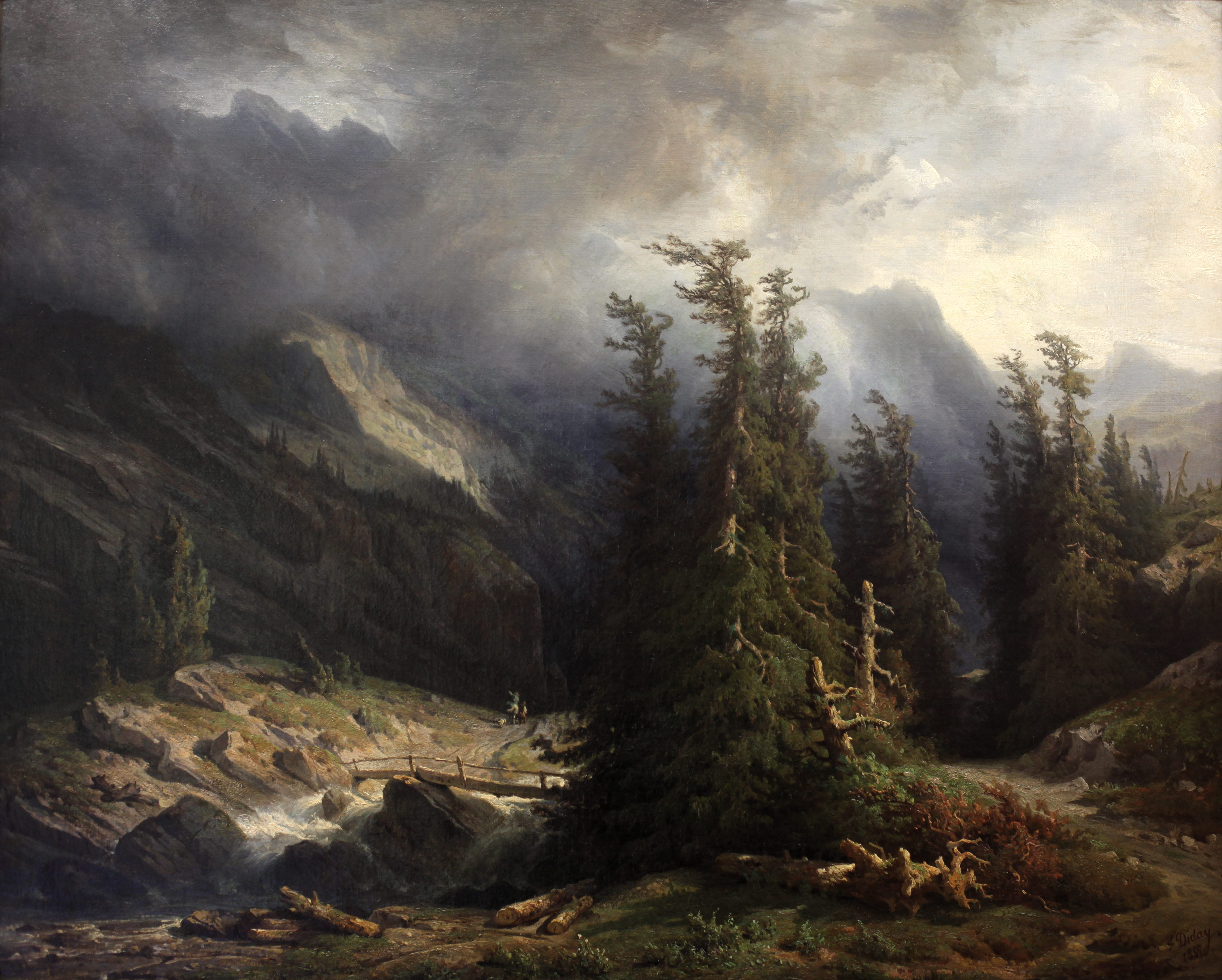
Путь от Гримзеля до Хандека. 1855. Холст, масло. Музей искусств, Вале, Швейцария
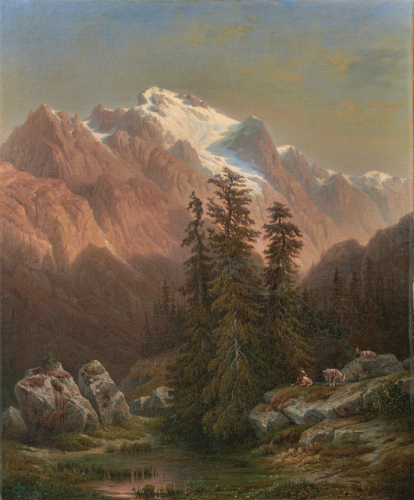
Гельмерхорн. 1857. Холст, масло. Частное собрание
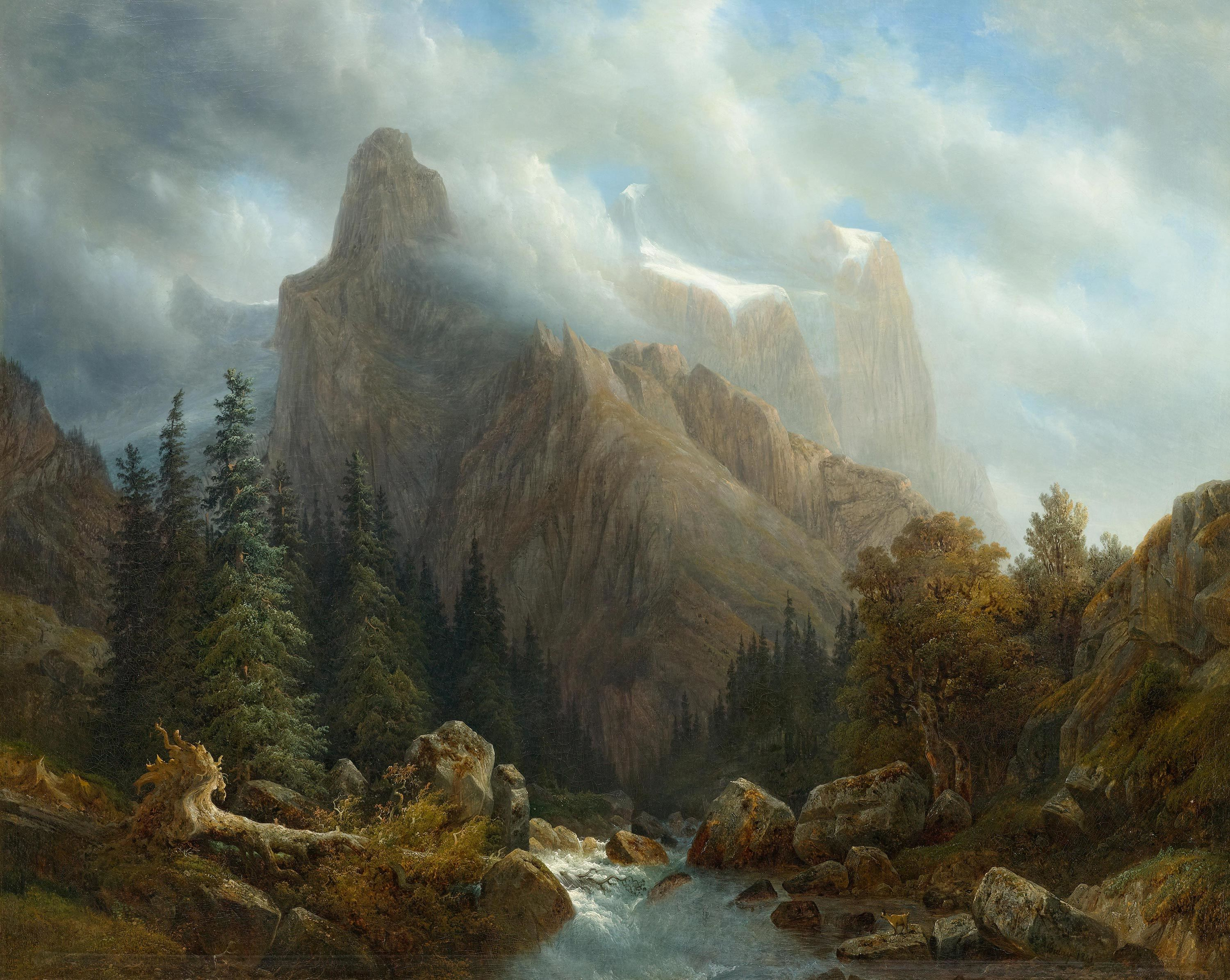
Розенлау. 1841. Холст, масло. Частное собрание
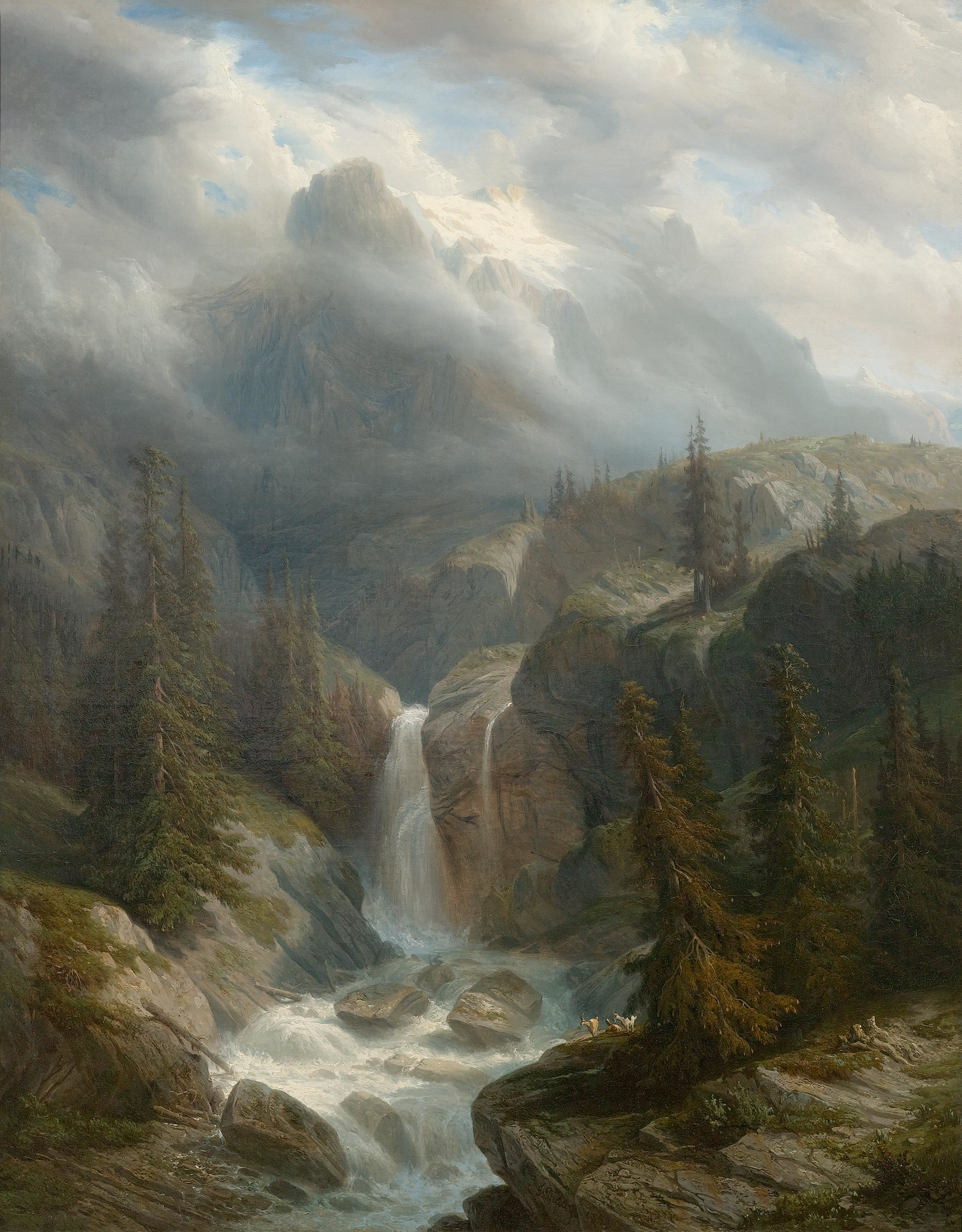
Розенлау возле Майрингена. 1853. Холст, масло. Частное собрание
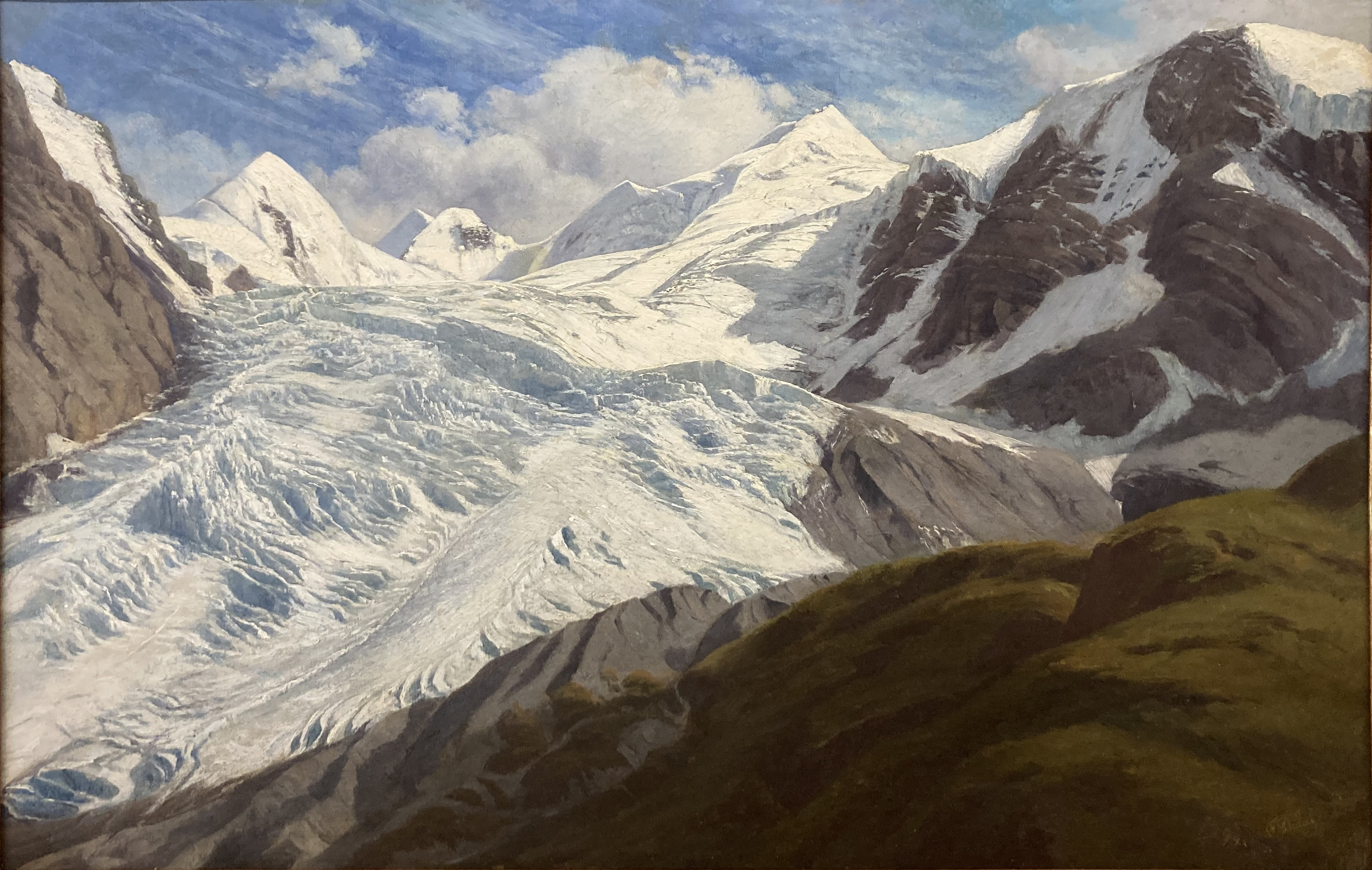
Ледник де Арола. 1874. Холст, масло. Музей искусств, Вале, Швейцария
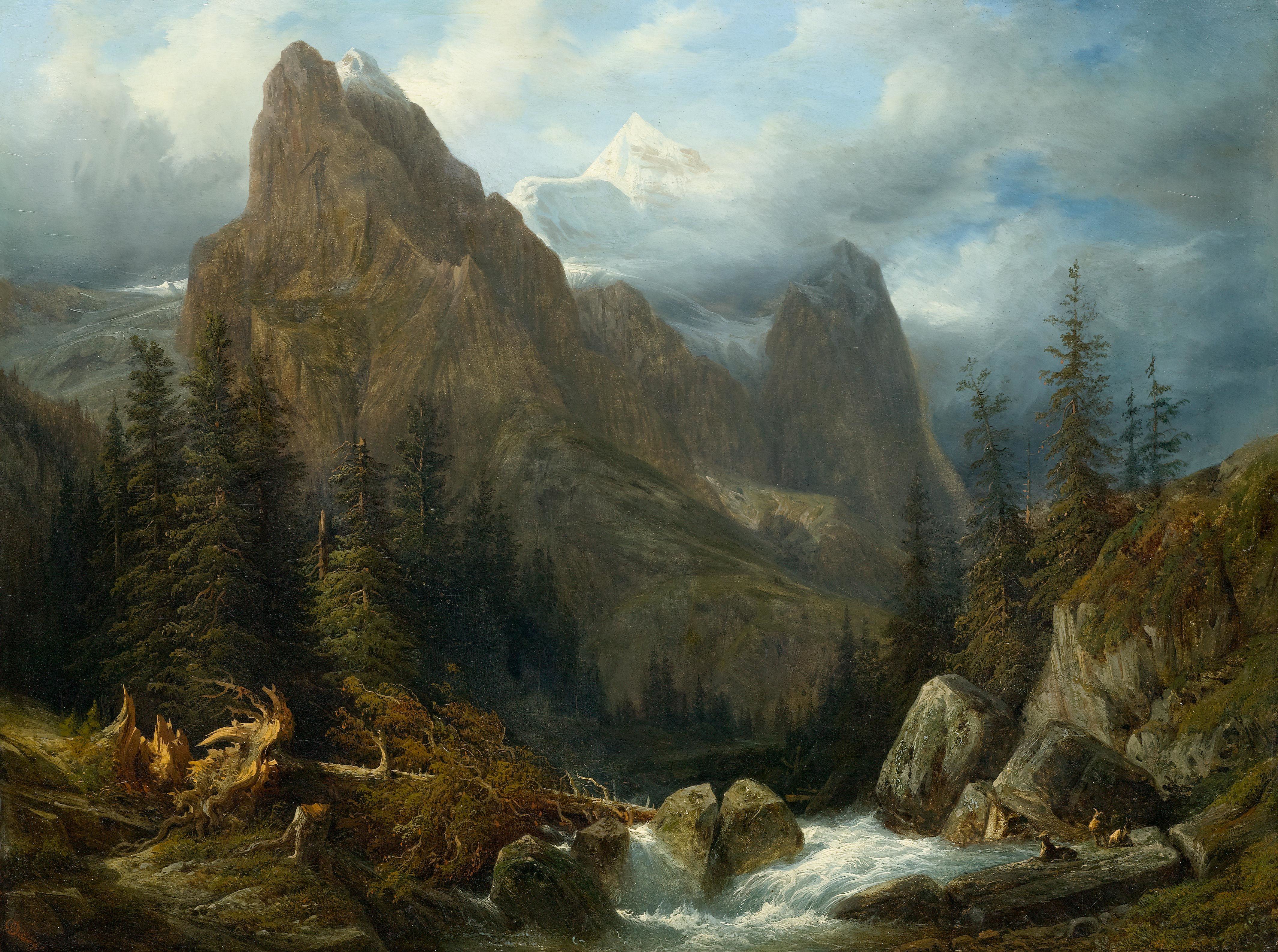
Веттерхорн. Дерево, масло. Частное собрание